# Podosphaera pannosa
Podosphaera pannosa es un hongo muy extendido, siendo una de las enfermedades más ampliamente distribuidas en los jardines ornamentales , resultando fácil de reconocer debido a las inconfundibles manchas pulverulentas que crea. Afecta principalmente a roble europeo,  vid,  rosal, evónimo, plátano,  begonia,  duraznero, siendo relativamente importante sus ataques a especies forestales. Este pequeño hongo procura la muerte del tejido que ataca, pero no invade la planta, ya que es, en esencia de acción superficial.